# 顏元孫
顏元孫（？—？），字聿修，京兆府长安县（今陕西省西安市）人，祖籍琅邪郡临沂县（今山东省临沂市），

高祖父顏之推、伯祖父顏師古和姪子顏真卿皆為著名士人。少孤，寄居舅殷仲容家，由殷氏教授書法。自幼聰穎超群，善文辭，工書隸。垂拱初年（公元685-688年）舉進士，歷官長安尉、太子舍人及滁、沂、豪三州刺史，追贈秘書監。唐玄宗時遭誣奏，黜歸田里，鄉居十載，後人推測他在此時寫成《干祿字書》 。

## 家庭

### 高祖
- 颜之推，北齐给事黄门侍郎、文林馆学士

### 曾祖
- 颜思魯，隋朝太子校书、东宫学士，唐朝秦王记室

### 祖父
- 颜勤礼，唐朝著作郎、崇贤馆宏文馆两馆学士

### 父母
- 颜昭甫，唐高宗侍读、曹王属，赠华州刺史
- 陈郡殷氏，光禄卿、上柱国、建安县开国男殷令名之女

### 夫人
- 元氏，封新城县君

### 子女
- 颜春卿，偃师县县丞
- 颜杲卿，常山郡太守、卫尉卿兼御史中丞，赠太子太保，谥号忠节
- 颜曜卿，崇文馆学士、淄川司马
- 颜旭卿，允山县县令
- 颜茂曾，犍为郡司马